# Protidricerus steropterus
Protidricerus steropterus är en insektsart som beskrevs av X.-l. Wang och C.-k. Yang 2002. Protidricerus steropterus ingår i släktet Protidricerus och familjen fjärilsländor. Inga underarter finns listade i Catalogue of Life.